# 3421 Yangchenning
3421 Yangchenning eller 1975 WK1 är en asteroid i huvudbältet som upptäcktes den 26 november 1975 av Purple Mountain-observatoriet i Nanjing, Kina. Den är uppkallad efter den kinesiska nobelpristagaren Chen Ning Yang.
Asteroiden har en diameter på ungefär 3 kilometer.